# Antiopa
Antiopa (grč. Αντιόπεα) u grčkoj mitologiji je jedna od tri velike sestre kraljice Amazonki. Katkad se navodi kao Hipolitova majka, ili Tezejeva žena.

## Mitologija
Antiopine sestre su Hipolita, najveća amazonska kraljica, i Melanipina. One su najznačajnije amazonske kraljice. Amazonske kraljice nisu nosile krunu ili tijaru, već čarobni pojas koji im je pomagao u borbi. Taj je pojas od Hipolite morao ukrasti Heraklo, kao svoju devetu zadaću.
Zeus je, jednom prilikom, promatrao golu Antiopu kako se kupa u jednom izvoru, pa ga je obuzela požuda. Prišao joj je u vidu satira i ostao zapanjen njenom putenom stranom, jer ga je Antiopa pohotno privila na grudi. Proveli su noć krajnje divljački vodeći ljubav. Plod ove ljubavne avanture su ratnici Zet i Amfion.